# Emma Darcy
Pour les articles homonymes, voir Frank Brennan (homme politique) et Brennan.
Emma Darcy est le pseudonyme utilisé par le couple d'écrivains australiens Wendy Brennan (décédée en 2020) et son mari Frank Brennan (décédé en 1995). Le couple s'est spécialisé dans l'écriture de romans d'amour.

## Biographie
La première partie du nom de plume, Emma, désigne
Wendy Brennan, et Darcy est son mari, Franck Brennan. Le couple vit en Australie.
Wendy Brennan, est d'abord professeur d'anglais et de latin. Son premier manuscrit est Secrets Are Never Safe qu'elle envoie à des éditeurs anglais. Mais ils refusent de le publier. Elle se met alors à étudier une centaine de romans d'amour de l'éditeur Mills & Boon à la recherche de points communs. Elle écrit de nouveaux manuscrits. Elle réussit à se faire éditer en 1983. Ensuite, le couple sort six nouveaux livres par an en moyenne, publiés par les éditions Harlequin. Emma écrit. Franck relit, critique, et s'occupe de la partie administrative. Le total des exemplaires vendus s'élève à environ 80 millions d'exemplaires. Après la mort de Franck en 1995, Wendy continue d'écrire.

### Romans
- Entre dans ma vie
- Un souvenir trop cruel
- Tout un monde entre nous
- Rien qu'une chimère
- Aimez-vous jouer, Mary Kathleen ?
- Étrangère à moi-même
- L'Homme sur le banc
- Les Éclats du miroir
- La vie peut commencer
- Le Chasseur de rêves
- Un monde pour nous deux
- Celui que j'attendais
- Insupportable Judy !
- La Folie de Sunny
- Le Palais des mille et une nuits
- Les Orchidées de Sumatra
- Sur la route de Mirrima
- Le Faucon de Baybar
- La Maîtresse de Pillatoro
- Aloha ou la passion d'aimer
- Les Roses rouges de Sydney
- Une reine chez les tigres
- Deux amazones pour Saint-John
- Miss Perfection
- Le Sourire de M. Nemo
- Bon anniversaire, Mathilda !
- Amour fortissimo
- Guet-apens amoureux
- Le Ravisseur de cœurs
- J'ai rendez-vous avec l'amour
- Dans la tourmente de la passion
- Je t'offrirai des étoiles
- Une aventurière au manoir
- Des roses pour la mariée
- Nuit magique à Tahiti
- Le Cœur apprivoisé
- La Belle indécise
- Aller simple pour le paradis
- Soir de gala
- Une épouse à conquérir
- La Vengeance du Cheikh
- Troublante Proposition
- Prisonnière du désert
- La Proie du destin
- Le Cadeau de l'amour
- Le Rêve trahi
- Maîtresse d'un prince
- Les Silences du cœur
- Passion cruelle
- Un bébé pour Jack
- Un soupçon de scandale
- Impossible Vengeance
- L'Insoumise
- Impossible Mariage
- Le Passé ennemi
- Un dangereux refuge
- Un amant trop parfait
- Innocente ou intrigante ?
- Une épouse à reconquérir
- Ombre sur un mariage
- L'Héritier de Springfield Manor
- Soirée de gala
- Amère Victoire
- Amour ou trahison ?
- Un père sur mesure
- La Rebelle apprivoisée
- 'Le Plus beau des Noëls
- Par amour, par devoir
- Un patron irrésistible
- Une femme et un couffin
- La Maîtresse amoureuse
- Un défi du destin
- Comme le feu sous la glace
- Un play-boy à conquérir
- Un mariage chez les King
- Une passion inoubliable
- Une femme à protéger
- Un héritage inattendu
- Un séducteur amoureux
- Un parfum de scandale
- Le Bal des amants
- La Fiancée trahie
- Défi pour un séducteur
- Séducteur et Milliardaire
- La Prisonnière du prince
- Un bouleversant secret
- Brûlant rendez-vous
- Passion au bureau
- Un visiteur inespéré
- Un aveu impossible

### Anthologies
- Le Piège amoureux / Nuit de feu
- Un héritage scandaleux / La Proie du destin